# Saison 6 de 9-1-1
Chronologie
Saison 5 Saison 7
Cet article présente le guide des épisodes de la sixième saison de la série télévisée américaine 9-1-1.

## Généralités
- Aux États-Unis, cette saison de 18 épisodes est diffusée à partir du 19 septembre 2022 sur le réseau Fox.
- Au Canada, elle est diffusée en simultané sur le réseau Global.

## Distribution

### Acteurs principaux
- Angela Bassett (VF : Maïk Darah) : Athena Grant
- Peter Krause (VF : Guillaume Orsat) : Robert « Bobby » Nash
- Jennifer Love Hewitt (VF : Sophie Arthuys) : Maddie Buckley
- Oliver Stark (VF : Franck Lorrain) : Evan « Buck » Buckley
- Kenneth Choi (VF : Marc Perez) : Howard « Chimney » Han
- Aisha Hinds (VF : Laura Zichy) : Henrietta « Hen » Wilson
- Ryan Guzman (VF : Pascal Nowak) : Edmundo « Eddie » Diaz
- Corinne Massiah (VF : Cécile Gatto) : May Grant
- Gavin McHugh (VF : Gwenaelle Jegou) : Christopher Diaz

### Acteurs récurrents
- Tracie Thoms (VF : Ilana Castro) : Karen Wilson
- Declan Pratt : Denny Wilson
- Bryan Safi (VF : Sébastien Ossard) : Josh Russo
- Beverly Todd : Beatrice Carter
- Henry G. Sanders : Samuel Carter
- Alfonso Caballero : Noah Carmack

### Invités
- Arielle Kebbel : Lucy Donato
- Debra Christofferson (VF : Christèle Billault) : Sue Blevins
- Chiquita Fuller : Linda Bates
- John Harlan Kim (VF : Rémi Caillebot) : Albert Han
- Andi Chapman : Diedra
- Anirudh Pisharody : Ravi Panikkar

## Épisodes

### Épisode 1:Que la partie commence
- États-Unis /  Canada : 19 septembre 2022 sur Fox / Global
- Suisse : 2 avril 2023 sur RTS 1
- France : 4 avril 2023 sur M6
- Belgique : 12 juillet 2024 sur RTL TVI

- États-Unis : 4,82 millions de téléspectateurs (première diffusion)
- France : 1,93 million de téléspectateurs (8,6 %)[1] (première diffusion)

### Épisode 2:Le secret de la vie
- États-Unis /  Canada : 26 septembre 2022 sur Fox / Global
- Suisse : 2 avril 2023 sur RTS 1
- France : 4 avril 2023 sur M6
- Belgique : 12 juillet 2024 sur RTL TVI

- États-Unis : 4,56 millions de téléspectateurs (première diffusion)
- France : 1,64 million de téléspectateurs (8,3 %)[1] (première diffusion)

### Épisode 3:Jamais je ne t'oublierai
- États-Unis /  Canada : 3 octobre 2022 sur Fox / Global
- Suisse : 9 avril 2023 sur RTS 1
- France : 11 avril 2023 sur M6
- Belgique : 19 juillet 2024 sur RTL TVI

- États-Unis : 5 millions de téléspectateurs (première diffusion)
- France : 1,78 million de téléspectateurs (8 %)[2]

### Épisode 4:Instinct animal
- États-Unis /  Canada : 10 octobre 2022 sur Fox / Global
- Suisse : 9 avril 2023 sur RTS 1
- France : 11 avril 2023 sur M6
- Belgique : 19 juillet 2024 sur RTL TVI

- États-Unis : 4,90 millions de téléspectateurs (première diffusion)
- France : 1,50 million de téléspectateurs (7,7 %)[2] (première diffusion)

### Épisode 5:Intrusion
- États-Unis /  Canada : 17 octobre 2022 sur Fox / Global
- Suisse : 16 avril 2023 sur RTS 1
- France : 18 avril 2023 sur M6
- Belgique : 26 juillet 2024 sur RTL TVI

- États-Unis : 4,97 millions de téléspectateurs (première diffusion)
- France : 1,85 million de téléspectateurs (8,4 %)[3] (première diffusion)

### Épisode 6:Ça ira mieux demain
- États-Unis /  Canada : 24 octobre 2022 sur Fox / Global
- Suisse : 16 avril 2023 sur RTS 1
- France : 18 avril 2023 sur M6
- Belgique : 26 juillet 2024 sur RTL TVI

- États-Unis : 5,15 millions de téléspectateurs (première diffusion)
- France : 1,67 million de téléspectateurs (8,6 %)[3] (première diffusion)

### Épisode 7:La star maudite
- États-Unis /  Canada : 7 novembre 2022 sur Fox / Global
- Suisse : 23 avril 2023 sur RTS 1
- France : 25 avril 2023 sur M6
- Belgique : 2 août 2024 sur RTL TVI

- États-Unis : 5,09 millions de téléspectateurs (première diffusion)
- France : 1,79 million de téléspectateurs (8,6 %)[4] (première diffusion) (première diffusion)

### Épisode 8:A chacun son rêve
- États-Unis /  Canada : 14 novembre 2022 sur Fox / Global
- Suisse : 23 avril 2023 sur RTS 1
- France : 25 avril 2023 sur M6
- Belgique : 2 août 2024 sur RTL TVI

- États-Unis : 4,94 millions de téléspectateurs (première diffusion)
- France : 1,69 million de téléspectateurs (9,1 %)[4] (première diffusion)

### Épisode 9:Le vent qui rend fou
- États-Unis /  Canada : 28 novembre 2022 sur Fox / Global
- Suisse : 30 avril 2023 sur RTS 1
- France : 2 mai 2023 sur M6
- Belgique : 9 août 2024 sur RTL TVI

- États-Unis : 4,96 millions de téléspectateurs (première diffusion)
- France : 1,86 million de téléspectateurs (première diffusion)

### Épisode 10:Quand vient la foudre
- États-Unis /  Canada : 6 mars 2023 sur Fox / Global
- Suisse : 30 avril 2023 sur RTS 1
- France : 2 mai 2023 sur M6
- Belgique : 9 août 2024 sur RTL TVI

- États-Unis : 4,95 millions de téléspectateurs (première diffusion)
- France : 1,80 million de téléspectateurs (première diffusion)

### Épisode 11:Le choix de Buck
- États-Unis /  Canada : 13 mars 2023 sur Fox / Global
- Suisse : 7 mai 2023 sur RTS 1
- France : 9 mai 2023 sur M6
- Belgique : 16 août 2024 sur RTL TVI

- États-Unis : 4,38 millions de téléspectateurs (première diffusion)
- France : 1,93 million de téléspectateurs (première diffusion)

### Épisode 12:Liberté
- États-Unis /  Canada : 20 mars 2023 sur Fox / Global
- Suisse : 7 mai 2023 sur RTS 1
- France : 9 mai 2023 sur M6
- Belgique : 16 août 2024 sur RTL TVI

- États-Unis : 4,41 millions de téléspectateurs (première diffusion)
- France : 1,80 million de téléspectateurs (première diffusion)

### Épisode 13:La bosse des maths
- États-Unis /  Canada : 10 avril 2023 sur Fox / Global
- Suisse : 14 mai 2023 sur RTS 1
- France : 16 mai 2023 sur M6
- Belgique : 23 août 2024 sur RTL TVI

- États-Unis : 4,48 millions de téléspectateurs (première diffusion)

### Épisode 14:Grande anxiété
- États-Unis /  Canada : 17 avril 2023 sur Fox / Global
- Suisse : 14 mai 2023 sur RTS 1
- France : 16 mai 2023 sur M6
- Belgique : 23 août 2024 sur RTL TVI

- États-Unis : 4,46 millions de téléspectateurs (première diffusion)

### Épisode 15:Taxes mortelles
- États-Unis /  Canada : 24 avril 2023 sur Fox / Global
- Suisse : 21 mai 2023 sur RTS 1
- France : 23 mai 2023 sur M6
- Belgique : 17 janvier 2025 sur RTL TVI

- États-Unis : 4,53 millions de téléspectateurs (première diffusion)

### Épisode 16:Cherche et trouve
- États-Unis /  Canada : 1er mai 2023 sur Fox / Global
- Suisse : 21 mai 2023 sur RTS 1
- France : 23 mai 2023 sur M6
- Belgique : 17 janvier 2025 sur RTL TVI

- États-Unis : 4,17 millions de téléspectateurs (première diffusion)

### Épisode 17:Il y a de l'amour dans l'air
- États-Unis /  Canada : 8 mai 2023 sur Fox / Global
- Suisse : 28 mai 2023 sur RTS 1
- France : 30 mai 2023 sur M6
- Belgique : 24 janvier 2025 sur RTL TVI

- États-Unis : 4,48 millions de téléspectateurs (première diffusion)

### Épisode 18:Ce qui nous relie
- États-Unis /  Canada : 15 mai 2023 sur Fox / Global
- Suisse : 28 mai 2023 sur RTS 1
- France : 30 mai 2023 sur M6
- Belgique : 24 janvier 2025 sur RTL TVI

- États-Unis : 6,32 millions de téléspectateurs (première diffusion)

## Audiences aux États-Unis
| N° d'épisode | Titre original                 | Titre français               | Chaîne | Date de diffusion originale | Audience (en millions de téléspectateurs) | Pdm sur les 18-49 ans |
| ------------ | ------------------------------ | ---------------------------- | ------ | --------------------------- | ----------------------------------------- | --------------------- |
| 1            | Let the Games Begin            | Que la partie commence       | FOX    | 19 septembre 2022           | 4.82                                      | 0.7                   |
| 2            | Crash & Learn                  | Le secret de la vie          | FOX    | 26 septembre 2022           | 4.56                                      | 0.6                   |
| 3            | The Devil You Know             | Jamais je ne t'oublierai     | FOX    | 3 octobre 2022              | 5.00                                      | 0.6                   |
| 4            | Animal Instincts               | Instinct animal              | FOX    | 10 octobre 2022             | 4.90                                      | 0.6                   |
| 5            | Home Invasion                  | Intrusion                    | FOX    | 17 octobre 2022             | 4.97                                      | 0.6                   |
| 6            | Tomorrow                       | Ça ira mieux demain          | FOX    | 24 octobre 2022             | 5.15                                      | 0.7                   |
| 7            | Cursed                         | La star maudite              | FOX    | 7 novembre 2022             | 5.09                                      | 0.7                   |
| 8            | What's Your Fantasy?           | A chacun son rêve            | FOX    | 14 novembre 2022            | 4.94                                      | 0.7                   |
| 9            | Red Flag                       | Le vent qui rend fou         | FOX    | 28 novembre 2022            | 4.96                                      | 0.7                   |
| 10           | In a Flash                     | Quand vient la foudre        | FOX    | 6 mars 2023                 | 4.95                                      | 0.6                   |
| 11           | In Another Life                | Le choix de Buck             | FOX    | 13 mars 2023                | 4.38                                      | 0.5                   |
| 12           | Recovery                       | Liberté                      | FOX    | 20 mars 2023                | 4.41                                      | 0.6                   |
| 13           | Mixed Feelings (New Sensation) | La bosse des maths           | FOX    | 10 avril 2023               | 4.48                                      | 0.5                   |
| 14           | Performance Anxiety            | Grande anxiété               | FOX    | 17 avril 2023               | 4.46                                      | 0.5                   |
| 15           | Death and Taxes                | Taxes mortelles              | FOX    | 24 avril 2023               | 4.53                                      | 0.5                   |
| 16           | Lost & Found                   | Cherche et trouve            | FOX    | 1er mai 2023                | 4.17                                      | 0.5                   |
| 17           | Love is in the Air             | Il y a de l'amour dans l'air | FOX    | 8 mai 2023                  | 4.48                                      | 0.5                   |
| 18           | Pay it Forward                 | Ce qui nous relie            | FOX    | 15 mai 2023                 | 4.32                                      | 0.6                   |

## Audiences en France
| N° d'épisode | Titre français               | Chaîne | Date de diffusion française | Audiences (en millions de téléspectateurs) | Part d'audience (4 ans et plus) | Part d'audience (FRDA-50) |
| ------------ | ---------------------------- | ------ | --------------------------- | ------------------------------------------ | ------------------------------- | ------------------------- |
| 1            | Que la partie commence       | M6     | 4 avril 2023                | 1.93                                       | 8.6 %                           | 15.1 %,                   |
| 2            | Le secret de la vie          | M6     | 4 avril 2023                | 1.64                                       | 8.3 %                           | 15.1 %,                   |
| 3            | Jamais je ne t'oublierai     | M6     | 11 avril 2023               | 1.78                                       | 8 %                             | 15.1 %,                   |
| 4            | Instinct animal              | M6     | 11 avril 2023               | 1.50                                       | 7,7 %                           | 15.1 %,                   |
| 5            | Intrusion                    | M6     | 18 avril 2023               | 1.85                                       | 8,4 %                           | 16.7 %                    |
| 6            | Ça ira mieux demain          | M6     | 18 avril 2023               | 1.67                                       | 8,6 %                           | 16.7 %                    |
| 7            | La star maudite              | M6     | 25 avril 2023               | 1.79                                       | 8,6 %                           | 16.8 %                    |
| 8            | A chacun son rêve            | M6     | 25 avril 2023               | 1.69                                       | 9,1 %                           | 16.8 %                    |
| 9            | Le vent qui rend fou         | M6     | 2 mai 2023                  | 1.86                                       | 8.8 %                           | 16.4 %                    |
| 10           | Quand vient la foudre        | M6     | 2 mai 2023                  | 1.80                                       | 8.9 %                           | 16.4 %                    |
| 11           | Le choix de Buck             | M6     | 9 mai 2023                  | 1.93                                       | 8.7 %                           | 15.2 %                    |
| 12           | Liberté                      | M6     | 9 mai 2023                  | 1.66                                       | 8.4 %                           | 15.2 %                    |
| 13           | La bosse des maths           | M6     | 16 mai 2023                 | 1.85                                       | 8.5 %                           | 17.3 %                    |
| 14           | Grande anxiété               | M6     | 16 mai 2023                 | 1.70                                       | 8.4 %                           | 17.3 %                    |
| 15           | Taxes mortelles              | M6     | 23 mai 2023                 | 1.71                                       | 8.1 %                           | 15.0 %                    |
| 16           | Cherche et trouve            | M6     | 23 mai 2023                 | 1.44                                       | 7.5 %                           | 13.0 %                    |
| 17           | Il y a de l'amour dans l'air | M6     | 30 mai 2023                 | 1.79                                       | 8.6 %                           | 16.8 %                    |
| 18           | Ce qui nous relie            | M6     | 30 mai 2023                 | 1.61                                       | 8.6 %                           | 16.8 %                    |